# 菅支那
菅 支那（かん しな、1899年7月25日 - 1982年10月7日）は、日本の哲学者。婦人運動家。日本女子大学名誉教授、元大学婦人協会会長。

## 人物
1899年、兵庫県春日町で生まれた。井上雅二と井上秀の長女である。1927年、エール大学の哲学博士となり、日本初の女性哲学者となった。1927年、神学者の菅円吉と結婚。1928年に日本女子大学校の教授に就任。1935年、日本女子大学英文科を卒業し、エール大学大学院を修了。

## 家族・親族
- 母：井上秀は家政学者、教育家。
- 父：井上雅二は実業家。衆議院議員を務めた。
- 夫：菅円吉は神学者。立教大学教授を務めた。

## 著作
著書
- 『哲人群像』要書房 1949
- 『出会いの論理』新教出版社 1982